# گوزل سیتدی‌کووا

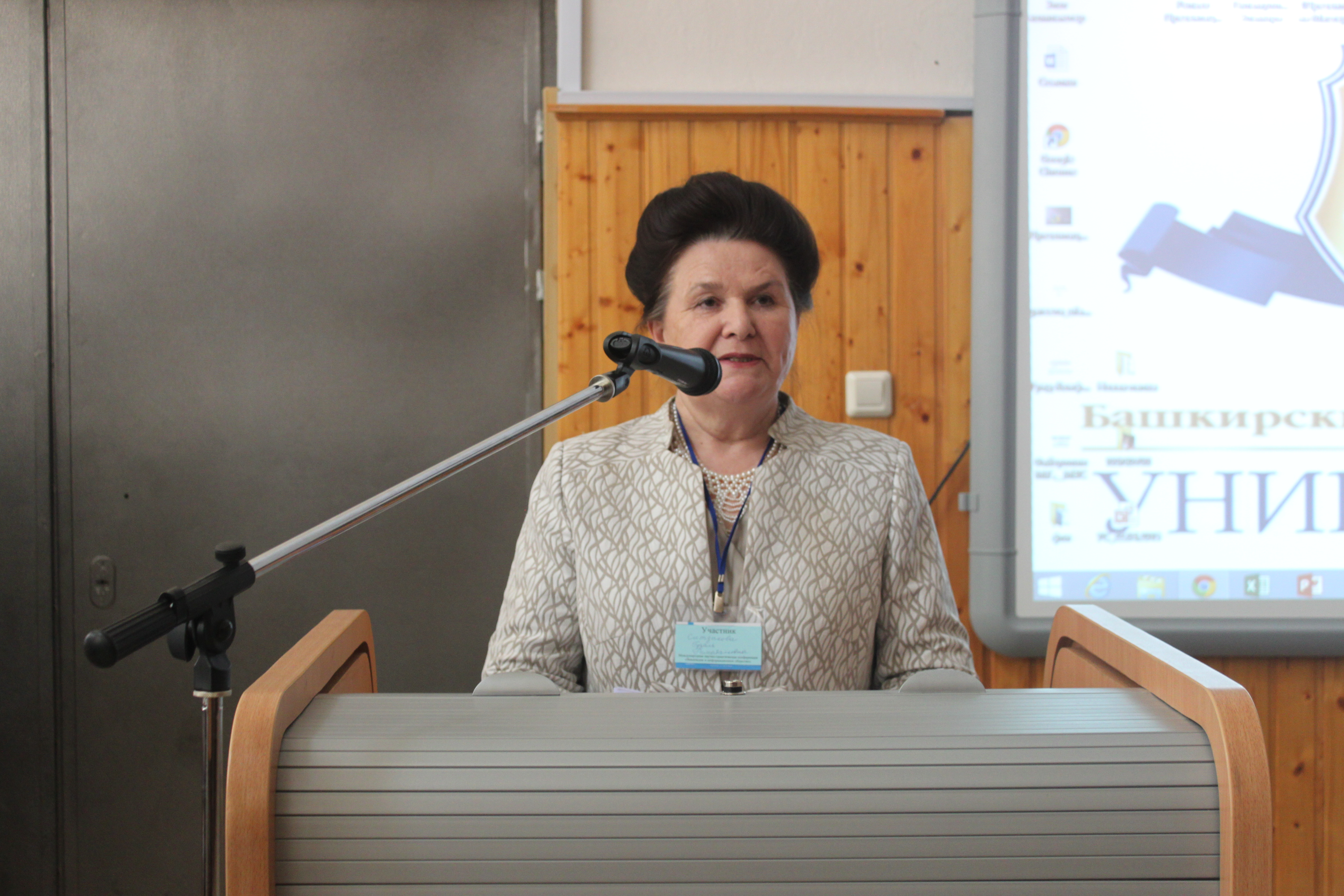
گوزل سیتدی کووا

گوزل رمضانوونا سیتدیکووا (به باشقیری: Гүзәл Рамаҙан ҡыҙы Ситдиҡова، ت. «Güzäl Ramaźan qıźı Sitdiqova» Гүзәл Рамаҙан Ситдиҡова ,به روسی: Гузаль Рамазановна Ситдыкова) نویسنده، شاعر، روزنامه‌نگار و مترجم باشقیری است.
او عضو اتحادیه نویسندگان روسیه و اتحادیه نویسندگان باشقیرستان است. او از سال ۲۰۰۴ تا ۲۰۱۱ رهبر انجمن زنان باشقیرستان جمهوری باشقیرستان بود. از سال ۲۰۱۲، او در جنبش داوطلبانه بین‌المللی ویکی‌مدیا مشارکت می‌کند.

## زندگی‌نامه
گوزل سیتدیکووا رمضانونا در ۱۰ ژوئن ۱۹۵۲ در روستای اینزر، از توابع بخش بلورتسک در جمهوری خودمختار شوروی سوسیالیستی باشقیرستان در روسیه، به دنیا آمد. در سال ۱۹۶۷، پس از فارغ‌التحصیلی از یک مدرسه به مدت هشت، وارد مدرسه آموزشی بلورتسک شد. او از سال ۱۹۷۱ به عنوان مربی در مدرسه شبانه‌روزی شماره ۱ و سپس در مؤسسات آموزشی مختلف در شهر بلورتسک مشغول به کار شد.
در سال ۱۹۸۰، او از بخش کتابخانه مؤسسه فرهنگی دولتی چلیابینسک فارغ‌التحصیل شد. از سال ۱۹۸۳ کارمند، از سال ۱۹۸۶ رئیس بخش و از سال ۱۹۸۷ معاون سردبیر روزنامه منطقه‌ای «اورال» در بلورتسک بود. از سال ۱۹۸۳، او در روزنامه منطقه‌ای «اورال» مشغول به کار شد.
از سال ۱۹۸۹ تا ۱۹۹۵، او سردبیر روزنامه منطقه‌ای اورال از ناحیه بلورتسکی بود. در همان زمان، او به عنوان معاون خلق شورای عالی جمهوری سوسیالیستی خودمختار باشقیرستان دوره دوازدهم (۱۹۹۱–۱۹۹۵) انتخاب شد.
از سال ۱۹۹۵ تا ۲۰۰۸، او نماینده مجلس ایالتی جمهوری باشقیرستان، دوره‌های اول تا سوم و عضو اتاق عمومی جمهوری باشقیرستان، دوره اول (۲۰۱۱ تا ۲۰۱۲) بود. از سال ۲۰۰۴ تا ۲۰۱۱ به عنوان رئیس انجمن زنان باشقیرستان جمهوری باشقیرستان انتخاب شد. در کار کمیته اجرایی قورولتای جهانی باشقیرها شرکت داشت.
در سال ۲۰۰۲، به او دیپلم افتخاری جمهوری باشقیرستان اهدا شد.

## فعالیت‌های خلاقانه
سیتدی‌کووا از سال ۱۹۷۶ به انتشار آثار خود مشغول بوده است. او در زمان کار در روزنامه منطقه‌ای «اورال» آثارش را در مطبوعات جمهوری منتشر می‌کرد. اولین مجموعه اشعارش در سالنامه «Йәш көстәр» (نیروهای جوان) در سال ۱۹۸۴ منتشر شد. او نویسنده ۱۱ کتاب و حدود بیست نشریه علمی است.
او در جنبش ویکی‌مدیا به‌عنوان یکی از ویراستاران-داوطلبان شرکت می‌کند و مرتباً مقالات ویکی‌پدیای باشقیر و همچنین صفحات پروژه‌های ویکی‌مدیای باشقیر ویکی‌نبشته و ویکی‌واژه را ایجاد و ویرایش می‌کند.
سیتدی‌کووا به شعر و ترجمه از زبان‌های خارجی به زبان باشقیری علاقه دارد. آثار او به روسی ترجمه شده‌اند.
از سال ۱۹۹۵، او عضو اتحادیه نویسندگان جمهوری باشقیرستان است و در ژانرهای مختلف ادبی - شعر، نثر، مقاله و ادبیات کودکان - فعالیت می‌کند.